# Віннсборо (Техас)
Віннсборо (англ. Winnsboro) — місто (англ. city) в США, в округах Вуд і Франклін штату Техас. Населення — 3455 осіб (2020).

## Географія
Віннсборо розташоване за координатами 32°57′22″ пн. ш. 95°17′29″ зх. д. / 32.95611° пн. ш. 95.29139° зх. д. (32.956144, -95.291384).  За даними Бюро перепису населення США в 2010 році місто мало площу 9,65 км², з яких 9,61 км² — суходіл та 0,04 км² — водойми.

## Демографія
Згідно з переписом 2010 року, у місті мешкали 3434 особи в 1323 домогосподарствах у складі 802 родин. Густота населення становила 356 осіб/км².  Було 1535 помешкань (159/км²).
Расовий склад населення:
| - 88,8 % — білих - 5,3 % — чорних або афроамериканців - 0,5 % — корінних американців - 0,3 % — азіатів - 3,5 % — осіб інших рас |

До двох чи більше рас належало 1,7 %. Частка іспаномовних становила 8,0 % від усіх жителів.
За віковим діапазоном населення розподілялося таким чином: 22,0 % — особи молодші 18 років, 57,3 % — особи у віці 18—64 років, 20,7 % — особи у віці 65 років та старші. Медіана віку мешканця становила 39,8 року. На 100 осіб жіночої статі у місті припадало 98,5 чоловіків;  на 100 жінок у віці від 18 років та старших — 94,5 чоловіків також старших 18 років.
Середній дохід на одне домашнє господарство  становив 41 868 доларів США (медіана — 28 511), а середній дохід на одну сім'ю — 49 016 доларів (медіана — 34 653). За межею бідності перебувало 25,8 % осіб, у тому числі 35,4 % дітей у віці до 18 років та 10,3 % осіб у віці 65 років та старших.
Цивільне працевлаштоване населення становило 1056 осіб. Основні галузі зайнятості: освіта, охорона здоров'я та соціальна допомога — 25,4 %, виробництво — 13,9 %, фінанси, страхування та нерухомість — 9,3 %, мистецтво, розваги та відпочинок — 9,3 %.